# A magyar nyelv szótára
A magyar nyelv szótára, népszerű nevén „a Czuczor–Fogarasi” 1862 és 1874 között megjelent hatkötetes magyar szótár. Az első tudományos igényű egynyelvű magyar értelmező szótár, nagy hatású és sokáig használt mű, Czuczor Gergely bencés papköltő és Fogarasi János jogtudós és nyelvész munkája. A szerzők tiszteletre méltó gyűjtési eredményeit a későbbi munkák is felhasználták, az etimológiai, szótörténeti fejtegetéseik azonban már a kor nemzetközi nyelvészeti tudományos színvonalát sem érték el, eszmefuttatásaik túlnyomórészt önkényes elméletek maradtak. A Pallas nagy lexikona már 1895-ben is erősen elavultnak értékelte délibábos szófejtéseit.

## Története
Elkészítésére Czuczor, aki 1836-ban lett a Magyar Tudományos Akadémia nyelvtudományi osztályán rendes tag, Fogarasival az Akadémiától kapott megbízást nevezett intézmény 1844. december 16-ai közgyűlésén. Maga Széchenyi István kereste fel a pannonhalmi főapátot, hogy Czuczor a munkához megkapja elöljárója hozzájárulását. Czuczor ezután költözött Pestre, 1845-ben.
A szerkesztők a magyar irodalmi alkotásokból, a köznyelvből gyűjtöttek, tulajdonneveket és a nyelvújítás során keletkezett szavakat, az elavultnak tekintett, illetve nyelvjárási szavakat is felhasználták. Bár a megbízás értelmező szótárról szólt, munkájuk kiterjedt a szótörténeti elemzésre is.
Czuczor az 1848-as forradalom leverését követően börtönbe került, de a munkát ott is folytatta. Hatéves ítéletét nem kellett letöltenie, mert az Akadémia kérelmére 1851-ben kegyelmet kapott. Ezután 1866-ban bekövetkezett haláláig már szinte csak a nyelvtudománnyal foglalkozott.
1845-től Czuczor és Fogarasi együtt dolgozott a szótáron, Czuczor halála után Fogarasi egyedül irányította az anyaggyűjtést.
A szótárt az Athenaeum adta ki hat kötetben.
Az MTA nyelvtudományi bizottsága 1895. december 12-én határozta el Volf György javaslatára, hogy az addigra már erősen elavult szótár helyett újabb készüljön. Ilyen (átfogó, befejezett) szótár azonban sokáig nem készült. 1959-ben jelent meg A magyar nyelv értelmező szótára, hét kötetben, majd később a ma is jól használható A magyar nyelv történeti-etimológiai szótára I–IV. Főszerk. Benkő Loránd. Budapest: Akadémiai. 1967–1984. ISBN 963-05-3770-2, négy kötetben (1967–1984).

## Értékelése a nyelvtudományban
A szótár a maga korában nagy jelentőségű volt, mivel előtte ilyen tudományos igényű munka nem jelent meg. Az összegyűjtött szavak, szólások, tulajdonnevek jó képet adnak a kor, sőt a megelőző évszázadok magyar nyelvéről, a nyelvjárásokról is.
A szerzők etimológiai, szótörténeti fejtegetései azonban már a kor nemzetközi nyelvészeti tudományos színvonalát sem érték el, eszmefuttatásaik túlnyomórészt önkényes elméletek maradtak, amik nem állták ki a tudományosság próbáját.
A szerzők tiszteletre méltó gyűjtési eredményeit nagyban felhasználták a később munkák. Közülük a legátfogóbb, az általában ma is tudományosan elfogadott tényeket az úgynevezett Benkő-féle etimológiai szótár tartalmazza.

## A mű elérhetőségei
- Czuczor Gergely és Fogarasi János (1862): A magyar nyelv szótára. Első kötet. Pest. (Első rész: A–Befondolódzik.)
- Czuczor Gergely és Fogarasi János (1862): A magyar nyelv szótára. Első kötet. Pest. (Második rész: Befont–Dsunk.)
- Czuczor Gergely és Fogarasi János (1864): A magyar nyelv szótára. Második kötet. Pest. (Első rész: E–Fogadott.)
- Czuczor Gergely és Fogarasi János (1864): A magyar nyelv szótára. Második kötet. Pest. (Második rész: Fogadvány–Hym.)
- Czuczor Gergely és Fogarasi János (1865): A magyar nyelv szótára. Harmadik kötet. Pest. (Első rész: I–Kímélyes.)
- Czuczor Gergely és Fogarasi János (1865): A magyar nyelv szótára. Harmadik kötet. Pest. (Második rész: Kimélyít–Lyüki.)
- Czuczor Gergely és Fogarasi János (1867): A magyar nyelv szótára. Negyedik kötet. Pest. (Első rész: M–Munkálati.)
- Czuczor Gergely és Fogarasi János (1867): A magyar nyelv szótára. Negyedik kötet. Pest. (Második rész: Munkálatlan–Őzvadászat.)
- Czuczor Gergely és Fogarasi János (1870): A magyar nyelv szótára. Ötödik kötet. Pest. (Első rész: P–Piperevágy.)
- Czuczor Gergely és Fogarasi János (1870): A magyar nyelv szótára. Ötödik kötet. Pest. (Második rész: Piperéz–Rémületésség.)
- Czuczor Gergely és Fogarasi János (1870): A magyar nyelv szótára. Ötödik kötet. Pest. (Harmadik rész: Rémvadász–Sasfa.)
- Czuczor Gergely és Fogarasi János (1870): A magyar nyelv szótára. Ötödik kötet. Pest. (Negyedik rész: Sasfészek–Szakáj.)
- Czuczor Gergely és Fogarasi János (1870): A magyar nyelv szótára. Ötödik kötet. Pest. (Ötödik rész: Szakajt–Szent-András.)
- Czuczor Gergely és Fogarasi János (1870): A magyar nyelv szótára. Ötödik kötet. Pest. (Hatodik rész: Szentandráshava–Szűzvirág.)
- Czuczor Gergely és Fogarasi János (1874): A magyar nyelv szótára. Hatodik kötet. Budapest. (Első rész: T–Térdszorító)
- Czuczor Gergely és Fogarasi János (1874): A magyar nyelv szótára. Hatodik kötet. Budapest. (Második rész: Térdvánkos–Túlnyomó)
- Czuczor Gergely és Fogarasi János (1874): A magyar nyelv szótára. Hatodik kötet. Budapest. (Harmadik rész: Túlnyomólag–Vacsorálik)
- Czuczor Gergely és Fogarasi János (1874): A magyar nyelv szótára. Hatodik kötet. Budapest. (Negyedik rész: Vacsoráló–Véréskacsa)
- Czuczor Gergely és Fogarasi János (1874): A magyar nyelv szótára. Hatodik kötet. Budapest. (Ötödik rész: Véréskáposzta–Vitorlasor)
- Czuczor Gergely és Fogarasi János (1874): A magyar nyelv szótára. Hatodik kötet. Budapest. (Hatodik rész: Vitorlász–Zsüzsök)

### További ismertetők
- Czuczor Gergely és Fogarasi János: A magyar nyelv szótára. (A mű elektronikus változata a Magyar Elektronikus Könyvtárban.)
- Czuczor Gergely és Fogarasi János: A magyar nyelv szótára. (A mű elektronikus változata az ősi nyelvek honlapján.)

### A neten elérhető szótárpéldányok
- Czuczor Gergely és Fogarasi János: A magyar nyelv szótára. (A mű kötetei DjVu formában.)
- Czuczor Gergely és Fogarasi János: A magyar nyelv szótára. (A mű kötetei PDF formában.)